# Escuela Nacional de Biblioteconomía y Archivonomía
La Escuela Nacional de Biblioteconomía y Archivonomía (ENBA) es una unidad académica de educación superior del Instituto Politécnico Nacional, creada el 20 de julio de 1945 por instrucciones del presidente de la República, Gral. Manuel Ávila Camacho. La ENBA tiene como objetivo formar profesionistas y personal de alto nivel académico en las áreas de Biblioteconomía y Archivonomía que anticipen y respondan a las exigencias de la sociedad en cuanto a la salvaguarda, disponibilidad, difusión y uso de la información, en un marco de mejora continua de sus estándares y logros en docencia, investigación y difusión de la cultura, para contribuir al desarrollo nacional en sus ámbitos de competencia.

## La creación de la escuela
La Escuela Nacional de Biblioteconomía y Archivonomía tiene como antecedente la Escuela Nacional de Bibliotecarios y Archiveros, fundada en 1916 a iniciativa del profesor Agustín Loera y Chávez, Subdirector de la Biblioteca Nacional, quien presentó al Gobierno de México el proyecto que justificaba su creación, quedando adscrita a la Biblioteca Nacional. En 1918, esta primera Escuela cerró por los movimientos y cambios que se daban en el país, así como por la falta de recursos económicos.
En 1925 se creó una segunda institución, la Escuela Nacional de Bibliotecarios, que funcionó tres años.
En 1944, durante el Tercer Congreso Nacional de Bibliotecarios y Primero de Archivistas, se presentó el Proyecto para la Creación de la Escuela Nacional de Bibliotecarios y Archivistas, el cual fue aprobado por el presidente de la República, General de División Manuel Ávila Camacho, con lo que la Escuela se fundó formalmente el 20 de julio de 1945.
De 1945 a 1959 la Escuela dependió del Departamento de Bibliotecas de la Secretaría de Educación Pública (SEP), y a partir de este último año se adscribió a la Dirección General de Enseñanza Superior e Investigación Científica, dependencia que a partir de 1973 se denominó Dirección General de Educación Superior. En 1978 pasó a depender de la Dirección General de Publicaciones y Bibliotecas de la SEP, que recién se había creado con motivo de una restructuración en la Secretaría.
El 14 de diciembre de 1988, se publicó en el Diario Oficial de la Federación el Acuerdo 149, por el que se establece la reordenación de la Escuela Nacional de Biblioteconomía y Archivonomía y se aprueban los planes de estudio de las Licenciaturas en Biblioteconomía y Archivonomía. En 1990, la ENBA fue adscrita a la Dirección General de Educación Superior, que más tarde pasó a denominarse Dirección General de Educación Superior Universitaria.

## Escudo y lema
El 12 de junio de 1961, siendo director de la Escuela el profesor Roberto A. Gordillo Gordillo, destacado personaje de la Bblioteconomía mexicana, se convocó a la comunidad estudiantil de la ENBA al concurso para diseñar un escudo que identificara a la institución.
Se presentaron un total de 18 propuestas, resultando ganador el trabajo del estudiante Ricardo Mendoza Rodríguez, el cual consistió en una composición gráfica de cuatro elementos significativos para las Ciencias de la Información: un "Tlacuilo", un libro, un códice y una pluma de ave.
"Tlacuilo" se denominaba al Escribano-Pintor de las escrituras de los "Amoxtli", que eran los medios de transmisión del saber antiguo, y de los "amoxcalli", nombre con el que se conocían las Casas de Libros o Pinturas donde se resguardaba el conocimiento, en la Cultura Azteca. El "Tlacuilo" se convirtió en un elemento necesario para la generación, organización, uso y transmisión del conocimiento en la sociedad Azteca, y por tanto, guarda una identificación plena con el quehacer académico de la Escuela y con las profesiones que ésta imparte.
En su presentación a color, el escudo de la Escuela Nacional de Biblioteconomía y Archivonomía muestra una combinación de azul y naranja. En 1995, en el marco de la celebración del cincuenta aniversario de la institución, se determinó la necesidad de complementar la identificación de la Escuela con un lema:
"Educar para Preservar la Memoria de la Humanidad".

## Oferta educativa
La Escuela Nacional de Biblioteconomía y Archivonomía ofrece dos Licenciaturas en la modalidad escolarizada y no escolarizada, además de cursos extracurriculares de idiomas.
- Licenciatura y Profesional en Archivonomía.

La Licenciatura en Archivonomía está diseñada de manera integral con la visión de formar profesionales con habilidades para diseñar, implementar, desarrollar innovar y evaluar sistemas archivísticos, mediante la elaboración de programas de administración de documentos, de conservación y difusión basados en la preservación y el manejo de la información, acorde a la políticas nacionales e internacionales; utilizando para ello los avances de la tecnología, con un alto sentido ético en el contexto actual de modernización.
Al llegar al quinto semestre, el alumno estará formado como Profesional Asociado en Archivonomía y será capaz de conocer, aplicar y apoyar los procesos archivísticos manuales y automatizados relacionados con ciclo de vital del documento, siguiendo los lineamientos y políticas establecidos por cada unidad de archivo, a fin de otorgar, conservar y difundir la información requerida por la sociedad en los ámbitos civiles, económicos, políticos, científicos, tecnológicos y culturales.
La Coordinación de la Licenciatura en Archivonomía está a cargo de la Lic. María del Rocío Guadalupe Landeros Rosas.
- Licenciatura y Profesional en Biblioteconomía.

La Licenciatura en Biblioteconomía también está diseñada con una visión integral con el objetivo de formar profesionistas capaces de interpretar, planear, administrar, dirigir, supervisar evaluar los programas, los proyectos y las tareas profesionales de las bibliotecas, las unidades y los centros de información documental, aplicando los medios manuales y/o automatizados para atender las necesidades de información quien demanden los diversos sectores de la sociedad.
Al llegar al quinto semestre, el alumno estará formado como Profesional Asociado en Biblioteconomía, será capaz de desarrollar habilidades, aptitudes y actitudes para desempeñarte en las tareas técnicas del desarrollo de colecciones, de la organización de material documental y de los servicios, utilizando para ello los recursos tecnológicos a fin de entender las necesidades de información de los diversos sectores de la sociedad mexicana que la actualidad requiere.

## Incorporación al IPN
Con el propósito de formar recursos humanos capaces de atender el crecimiento de los sistemas de información, el uso cada vez más frecuente de plataformas digitales y el adecuado manejo de grandes volúmenes de información bibliográfica, así como impulsar la formación de licenciados en Biblioteconomía y Archivonomía de alto nivel, en abril de 2017 la Secretaría de Educación Pública en coordinación con el Instituto Politécnico Nacional consideró pertinente transferir la Escuela Nacional de Biblioteconomía y Archivonomía (ENBA) a la estructura orgánico-funcional de ese Instituto. Con esta decisión se espera dar un nuevo impulso a la preparación de profesionistas en este campo, mediante una mejor infraestructura y recursos de enseñanza innovadores, además de la eventual aprobación, por parte del Concejo General Consultivo del IPN, de la Sección de Estudios de Posgrados e Investigación para la ENBA.
Finalmente, el 22 de febrero de 2018, se publicó en el Diario Oficial de la Federación el Acuerdo número 06/02/18 por el que se transfiere la Escuela Nacional de Biblioteconomía y Archivonomía a la estructura orgánico-funcional del Instituto Politécnico Nacional, con lo que la ENBA queda formalmente adscrita al Instituto Politécnico Nacional como unidad académica del tipo superior en la Rama de Ciencias Sociales y Administrativas.
Con esta adscripción, se incrementar la oferta educativa del Instituto Politécnico Nacional, y se busca impulsar las Ciencias de la Información mediante un proyecto que contempla incorporar nuevos campos como la Cienciometría, disciplina de la Bibliometría encargada de cuantificar la información referente a los aspectos científicos-tecnológicos; así mismo, el Instituto Politécnico Nacional se suma a las nueve instituciones que ofrecen actualmente en México la Licenciatura en Biblioteconomía y a las cuatro  que ofrecen estudios en Archivonomía, entre ellas, la Universidad Nacional Autónoma de México, la Universidad Autónoma del Estado de México, la Universidad Autónoma de Chihuahua y la Universidad Autónoma de Chiapas. A nivel posgrado, solamente existe la maestría y doctorado en Bibliotecología y Estudios de la Información que imparten conjuntamente la Facultad de Filosofía y Letras y el Instituto de Investigaciones Bibliotecológicas y de Información de la UNAM.
La Escuela Nacional de Biblioteconomía y Archivonomía tiene su sede en la Unidad Profesional "Adolfo López Mateos" del Instituto Politécnico Nacional al norte de la Ciudad de México.